# 仲井陽
仲井 陽（なかい みなみ、男性、1979年5月6日-　）は石川県小松市出身の脚本家、アニメーション作家。

## 来歴
早稲田大学社会科学部中退。大学在学中に演劇・映画団体であるケシュ ハモニウムを旗揚げし、作・演出・監督を務める。2005年、仲井希代子とともにアートユニット、ケシュ#203を結成。NHK Eテレ『100分de名著』などの番組内アニメーションを担当する。2016 年にケシュ#203として制作したオリジナル短編アニメーション 『FLOAT TALK』が、オランダ国際アニメーション映画祭、シュトゥットガルト国際アニメーション映画祭などでオフィシャルセレクションに選出された。
その一方で脚本家としても精力的に活動し、2015年に立ち上げた架空の町が舞台の短編演劇連作『タヒノトシーケンス』では脚本・演出を担当。
脚本を手掛けた NHK BSプレミアムのドキュメントドラマ『小野田さんと、雪男を探した男 ~鈴木紀夫の冒険と死~』が第44回放送文化基金賞奨励賞・第34回ATP賞奨励賞を受賞。
同じく脚本を手掛けたカンテレのドッキリ×ドラマバラエティ『知らないのは主役だけ』が2020年度ギャラクシー賞・奨励賞を受賞。
2022年、NHKの脚本開発チームWDRプロジェクトに参加。

## 主な作品

### アニメーション(ケシュ#203名義)

#### テレビ番組
- 100分de名著 (NHK Eテレ 2011年-)
- グレーテルのかまど (NHK Eテレ 2011年-)
- 太宰治短編小説集 (NHK BS2 2009年)

#### オリジナルアニメーション
- FLOAT TALK(2016年)

### 脚本

#### テレビドラマ
- 大阪環状線 ひと駅ごとの愛物語 part2 天満駅編『妻の霊がカツラに取り憑いた男』(カンテレ 2017年)
- ちょい☆ドラ2017 『もうひとつのドキュメント 72 時間幻の10 分』構成 (NHK総合 2017年)
- 小野田さんと、雪男を探した男 ~鈴木紀夫の冒険と死~ (NHK BSプレミアム 2018年)
- 大阪環状線 part4 ひと駅ごとのスマイル 西九条駅編『おとうちゃんといっしょ』(カンテレ 2018年)
- 探偵・由利麟太郎 第3話 (カンテレ 2020年)  ※小林弘利との共同脚本
- 知らないのは主役だけ（カンテレ 2020年）
- スピルバーグの子どもたち（WOWOW 2021年）
- ショート・プログラム『どこ吹く風』（Amazon Prime Video 2022年）

#### ラジオドラマ
- NHK FMシアター『引き出したのなら 仕舞っておいて』[1](2015年)

#### 舞台
- タヒノトシーケンス vol.1『透明な動物と夜通し歩き回る』脚本・演出 (2015年)
- タヒノトシーケンス vol.2『巨大ないきもの、囁きながら眠る』脚本・演出 (2017年)[2]

## 受賞歴
- オランダ国際アニメーション映画祭 2017　オフィシャルセレクション 『FLOAT TALK』
- シュトゥットガルト国際アニメーション映画祭 2017(パノラマ部門)　オフィシャルセレクション 『FLOAT TALK』
- アニマニマ国際アニメーション映画祭2017　オフィシャルセレクション 『FLOAT TALK』
- 韓国 Indie-Anifest2017　オフィシャルセレクション 『FLOAT TALK』
- 第44回放送文化基金賞奨励賞 『小野田さんと、雪男を探した男~鈴木紀夫の冒険と死~』[3]
- 第34回ATP賞奨励賞 『小野田さんと、雪男を探した男~鈴木紀夫の冒険と死~』[4]
- 第58回ギャラクシー賞奨励賞『知らないのは主役だけ』[5]
- PFFアワード2002 入選 『グレゴリオ』[6]
- 第三回JCF学生映画祭グランプリ 『鵺譚』[7]
- 第一回早稲田学生文化賞[8]

## 公式サイト
- ケシュ＃203